# Flagge von Mauritius

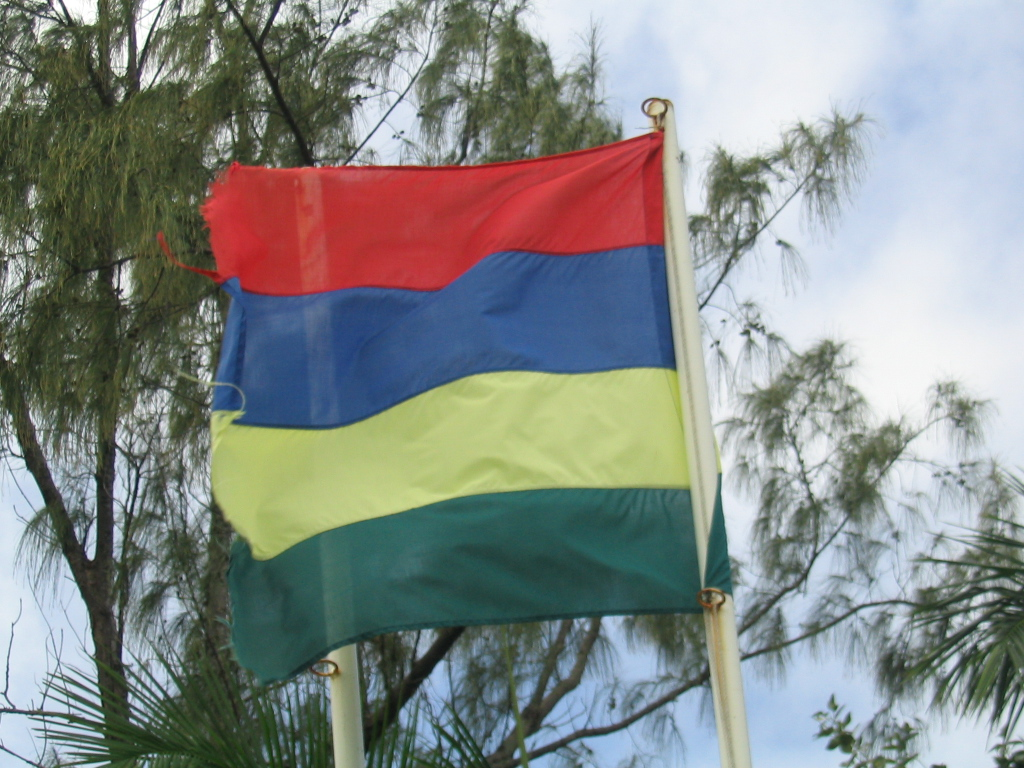
Wehende Flagge

Die Flagge von Mauritius wurde am 12. März 1968, am Tag der Unabhängigkeit, offiziell eingeführt.

## Bedeutung
Die Farben der Flagge von Mauritius enthalten die traditionellen Panafrikanischen Farben ergänzt um die Farbe Blau. Deren Bedeutung wird wie folgt interpretiert:
- Rot steht für das Blut, das im Unabhängigkeitskampf vergossen wurde
- Blau symbolisiert den Indischen Ozean, der die Insel umgibt
- Gelb steht für „das Licht der Selbstständigkeit, das jetzt über der Insel leuchtet“
- Grün repräsentiert die reiche Vegetation des Landes

## Geschichte

Kolonialflagge (1906–1923)
Kolonialflagge (1923–1968)

## Weitere Flaggen von Mauritius

1:2  Handelsflagge
1:2  Staatsflagge zur See
26:57 Flagge der Küstenwache
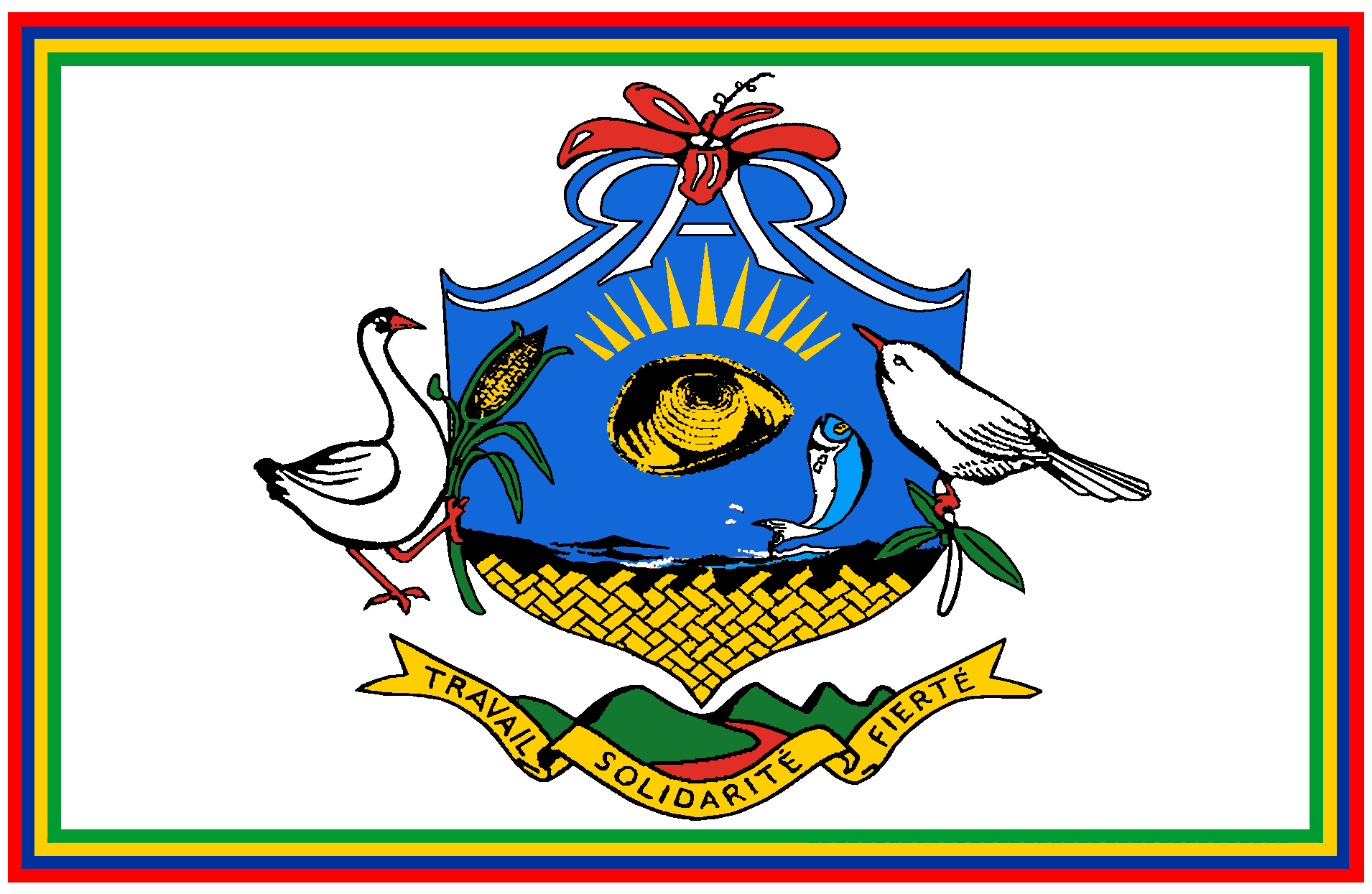
Flagge von Rodrigues
Flagge der Chagossianer[2]
Flagge von Port Louis[3]